# 가와미나미촌 (이시카와현)
가와미나미촌(河南村)은 이시카와현 에누마군에 존재했던 촌이다. 

## 지리
- 현재의 가가시, 구릉지에 둘러싸인 다이쇼지가와의 계곡 입구에 해당한다.
- 당시에는 제지업, 섬유업이 발달해 있었다.

## 역사
- 1889년 4월 1일 - 정촌제 시행에 의해 7개 촌의 구역을 가지고 성립하였다.
- 1955년 4월 1일 - 야마나카정, 니시타니촌, 히가시타니오쿠촌과 합병해 새로운 야마나카정이 성립하였다.
- 1960년 7월 1일 - 아라키, 가난, 벳쇼의 3개 지역의 반대운동, 가가시 편입 요구 끝에 해당 3개 지구가 가가시에 편입되었다.

## 교통

### 철도
- 호쿠리쿠 철도
  - 야마나카선
  - 야마시로선